# 广州市人民代表大会

广州市人民代表大会常务委员会

广州市人民代表大会，是广州市地方国家权力机关。

## 沿革
1953年，中华人民共和国全国范围内开展了一次普选。1954年，在普选基础上，自下而上逐级召开了地方各级人民代表大会和全国人民代表大会。1954年7月，广州市第一届人民代表大会第一次会议在广州召开。至1965年12月，广州市人民代表大会共召开过六届共21次会议。1965年12月，广州市第六届人民代表大会第二次会议召开后，因“文化大革命”爆发，人民代表大会会议被迫停止。广州市第一至第六届人民代表大会没有设立常务委员会，由广州市人民委员会行使行政机关及人民代表大会常设机关的双重职权。
“文化大革命”期间，1968年2月21日，广州市革命委员会正式成立，行使党的机关、地方国家权力机关、行政机关的职权。
“文化大革命”结束后，1978年12月，中共十一届三中全会确立了发展社会主义民主、健全社会主义法制的方针，重申了人民代表大会制度。1979年7月，第五届全国人民代表大会第二次会议通过的《关于修正中华人民共和国宪法若干规定的决议》和地方组织法规定，县和县以上的地方各级人民代表大会设立常务委员会。1981年9月23日到28日，广州市第七届人民代表大会第一次会议召开，选举产生广州市人民代表大会常务委员会。这是首次产生广州市人民代表大会常务委员会。

## 历届会议

### 第一届（1954年—1956年）
- 第一届第一次会议：1954年7月22日—31日举行，出席会议的代表371人[2]。
- 第一届第二次会议：1955年1月15日—19日举行。出席会议的代表331人[2]。
- 第一届第三次会议：1955年12月7日—11日举行。出席会议的代表371人[2]。
- 第一届第四次会议：1956年4月21日—24日举行。出席会议的代表370人[2]。

### 第二届（1956年—1958年）
- 第二届第一次会议：1956年11月20日—28日举行。出席会议的代表350人[2]。
- 第二届第二次会议：1957年4月20日—25日举行。出席会议的代表370人[2]。
- 第二届第三次会议：1957年12月11日—15日举行。出席会议的代表318人[2]。
- 第二届第四次会议：1958年3月7日—14日举行。出席会议的代表298人[2]。

### 第三届（1958年—1960年）
- 第三届第一次会议：1958年5月25日—29日举行。出席会议的代表400人[2]。
- 第三届第二次会议：1958年9月6日—7日举行。除广州市人民代表大会代表出席外，广州市政协委员、区人民代表、区政协委员也列席了会议[2]。
- 第三届第三次会议：1959年7月7日—11日举行。出席会议的代表333人[2]。
- 第三届第四次会议：1960年2月24日—27日举行。出席会议的代表390人[2]。

### 第四届（1960年—1962年）
- 第四届第一次会议：1960年11月29日—12月3日举行。出席会议的代表418人[2]。
- 第四届第二次会议：1961年10月11日—13日举行。出席会议的代表369人[2]。
- 第四届第三次会议：1962年5月21日—28日举行。出席会议的代表360人[2]。

### 第五届（1962年—1965年）
- 第五届第一次会议：1962年12月19日—25日举行。出席会议的代表405人[2]。
- 第五届第二次会议：1963年6月26日—29日举行。出席会议的代表371人[2]。
- 第五届第三次会议：1963年12月23日—27日举行。出席会议的代表351人[2]。
- 第五届第四次会议：1964年8月28日—31日举行。出席会议的代表356人[2]。

### 第六届（1965年—1968年）
- 第六届第一次会议：1965年2月8日—12日举行。出席会议的代表471人[2]。
- 第六届第二次会议：1965年12月2日—5日举行。出席会议的代表469人[2]。

### 第七届（1981年—1983年）
- 第七届第一次会议：1981年9月23日—29日举行。出席会议的代表770人[2]。
- 第七届第二次会议：1982年7月20日—24日举行。出席会议的代表624人[2]。
- 第七届第三次会议：1983年3月7日—11日举行。出席会议的代表641人[2]。

### 第八届（1983年—1988年）
- 第八届第一次会议：1983年7月13日—19日举行。出席会议的代表581人[2]。
- 第八届第二次会议：1984年3月14日—18日举行。出席会议的代表570人[2]。
- 第八届第三次会议：1985年3月15日—19日举行[3]。
- 第八届第四次会议：1986年3月5日—11日举行，出席会议的代表587人[4]。
- 第八届第五次会议：1987年3月5日—12日举行[5]。

### 第九届（1988年—1993年）
- 第九届第一次会议：1988年6月20日—30日举行。出席会议的代表452人[6]。
- 第九届第二次会议：1989年3月13日—18日举行[7]。
- 第九届第三次会议：1990年3月14日—20日举行[8]。
- 第九届第四次会议：1991年2月25日—3月5日举行。出席会议应到代表505人，实到代表460人[9]。
- 第九届第五次会议：1992年2月21日—3月1日举行[10]。

### 第十届（1993年—1998年）
- 第十届第一次会议：1993年6月18日—28日举行，出席会议的代表461人[11]。
- 第十届第二次会议：1994年3月7日—12日举行[12]。
- 第十届第三次会议：1995年3月10日—16日举行，出席会议的代表421人[13]。
- 第十届第四次会议：1996年3月11日—19日举行，出席会议的代表456人[14]。
- 第十届第五次会议：1997年3月3日—12日举行[15]。

### 第十一届（1998年—2003年）
- 第十一届第一次会议：1998年6月16日—26日举行[16]。
- 第十一届第二次会议：1999年3月24日—30日举行[17]。
- 第十一届第三次会议：2000年4月5日—11日举行[18]。
- 第十一届第四次会议：2001年2月22日—3月2日[19]。
- 第十一届第五次会议：2002年3月20日—25日举行[20]。

### 第十二届（2003年—2007年）
- 第十二届第一次会议：2003年3月20日—29日举行（含预备会议）[21]。
- 第十二届第二次会议：2004年3月24日—30日举行[22]。
- 第十二届第三次会议：2005年3月23日—28日举行[23]。
- 第十二届第四次会议：2006年3月23日—29日举行。会议应到代表500人，出席代表429人[24]。

### 第十三届（2007年—2012年）
- 第十三届第一次会议：2007年1月22日—30日举行[25][26]。
- 第十三届第二次会议：2007年11月13日—16日举行[27]。
- 第十三届第三次会议：2008年2月17日—22日举行[28][29]。
- 第十三届第四次会议：2009年2月23日—27日举行[30]。
- 第十三届第五次会议：2010年4月12日—16日举行[31][32]。
- 第十三届第六次会议：2011年2月21日—25日举行[33]。

### 第十四届（2012年—2017年）
- 第十四届第一次会议：2012年1月6日—11日举行，应到代表582名，实到代表575名[34][35][36]。
- 第十四届第二次会议：2012年11月27日—29日举行[37]。
- 第十四届第三次会议：2013年1月19日—23日举行，应到代表581名，实到代表571名[38]。
- 第十四届第四次会议：2014年2月18日—22日举行[39][40]。
- 第十四届第五次会议：2015年2月2日—6日举行，应到代表574名，实到代表560名[41][42]。
- 第十四届第六次会议：2016年2月1日—5日举行[43]。

### 第十五届（2017年—2022年）
- 第十五届第一次会议：2017年1月5日—10日举行[44]。

## 历届代表
- 广州市第一届人民代表大会代表名单
- 广州市第二届人民代表大会代表名单
- 广州市第三届人民代表大会代表名单
- 广州市第四届人民代表大会代表名单
- 广州市第五届人民代表大会代表名单
- 广州市第六届人民代表大会代表名单
- 广州市第七届人民代表大会代表名单
- 广州市第八届人民代表大会代表名单
- 广州市第九届人民代表大会代表名单
- 广州市第十届人民代表大会代表名单
- 广州市第十一届人民代表大会代表名单
- 广州市第十二届人民代表大会代表名单
- 广州市第十三届人民代表大会代表名单
- 广州市第十四届人民代表大会代表名单

## 历届常务委员会

### 历届常务委员会主任
1. 范华
2. 欧初
3. 赖竹岩
4. 黄伟宁
5. 曾庆申
6. 黄华华
7. 林树森
8. 朱小丹
9. 张桂芳
10. 陈建华
11. 石奇珠
12. 王衍诗

### 第七届常务委员会
1981年9月23日—29日广州市第七届人民代表大会第一次会议选举：
- 主任：范华[45]。
- 副主任（14名）：孙乐宜、李辉、赖大超、韩韬、高昆峰、方少逸、梁毅文（女）、魏轩、周希友、梁若尘、蒋占义、薄怀奇、方文瑜、莫伯治[45][46]
- 委员（26名）：马德光、孔庆余（女）、区煦华、卢炽辉、卢俊峰、古关贤、朱朴、吴田夫、杜襟南、陈东、陈玉波、陈爱民、陈遂庸、杨师怡、范兴登、范略、周宜妙（女）、郑妈愿、高仰忠、高梅昭（女）、莫淦明、陶守仁、梁启杰、黄礼、谭英（女）、黎会田[45][46]

1981年11月6日—7日广州市第七届人民代表大会常务委员会第一次会议同意纪瑞生为广州市第七届人民代表大会常务委员会秘书长人选，在正式决定任命前代秘书长。

### 第八届常务委员会
1983年7月13日—19日广州市第八届人民代表大会第一次会议选举：
- 主任：欧初[47]
- 副主任（13名）：李辉、赖大超、陈安良、方少逸、梁毅文（女）、周希友、梁若尘、蒋占义、薄怀奇、陈刚、李振卿、方文瑜、莫伯治[47][46]
- 委员（29名）：马德光、王永新、王建元、孔庆余（女）、木萍、卢俊峰、刘巧玲（女）、刘汉忠、朱小丹、纪瑞生、陈贤、陈笑风、陈遂庸、李良枫、李瑞源、吴田夫、杨师怡、杜襟南、郑妈愿、范略、范兴登、郭毅为、陶守仁、高仰忠、黄礼、梁绮（女）、梁启杰、雷宗岳、谭基[47][46]

1983年8月24日—26日广州市第八届人民代表大会常务委员会第一次会议任命纪瑞生为广州市第八届人民代表大会常务委员会秘书长。
1985年3月15日—19日广州市第八届人民代表大会第三次会议补选王广彬、刘淑英、沈瑞扬为广州市第八届人民代表大会常务委员会委员。
1986年3月5日—11日广州市第八届人民代表大会第四次会议通过了关于接受李辉、薄怀奇、李振卿等同志的请求辞去广州市第八届人民代表大会常务委员会副主任职务的决议。
1987年3月5日—12日广州市第八届人民代表大会第五次会议补选方扬等7人为广州市第八届人民代表大会常务委员会委员。

### 第九届常务委员会
1988年6月20日—30日广州市第九届人民代表大会第一次会议选举：
- 主任：赖竹岩[6]
- 副主任（9名）：纪瑞生、方文瑜、莫伯治、麻云生、范兴登、吕刚、蔡文炯、邵源堃、李瑞源[6][46]
- 秘书长：邵源堃[6][46]
- 委员（33名）：王广彬、王永新、王建元、王清溪、叶维平、朱纯苑、刘少力、刘汉忠、刘淑英（女）、许雁（女）、吴先觉、吴志远、沈瑞扬、张玉琦、张金铎、陈月英（女）、陈靖东、苗桂凡、易佐永、周昭然、郑妈愿、钟惠华、姚嘉华、高仰忠、郭毅为、凌炯昌、陶守仁、黄鸿钧、韩英、温兰子（女）、蔡雪峰、熊雨鹃、黎耀洪[6][46]

1989年3月13日—18日广州市第九届人民代表大会第二次会议选举高伴奎为广州市第九届人民代表大会常务委员会秘书长。
1991年2月25日—3月5日广州市第九届人民代表大会第四次会议补选宋恕忠为广州市第九届人民代表大会常务委员会副主任，马虹、李福祯为广州市第九届人民代表大会常务委员会委员。
1992年2月21日—3月1日广州市第九届人民代表大会第五次会议补选罗进、程良洲为广州市第九届人民代表大会常务委员会委员。

### 第十届常务委员会
1993年6月18日—28日广州市第十届人民代表大会第一次会议选举：
- 主任：黄伟宁[11]
- 副主任（10名）：谢士华、邵源堃、凌炯昌、王文赞、李碧娴（女）、谢家彦、李瑞源、黄鸿钧、黄汉炎、姚嘉华[11][46]
- 秘书长：冼庆彬[11][46]
- 委员（31名）：王达理、毛宇峨（女）、孔少琼（女）、古和基、卢国奎、邝宝龄、邝奕骖、刘日知、刘文哲、刘晓琨、刘惠妹（女）、孙华策、杜美娴（女）、苏华（女）、李红志（女）、李时芳（女）、李祯荪、李基、吴紫彦、何家松、张铭韬、张清廉、陈月英（女）、陈靖东、林国钧、周立新、郑妈愿、顾思济、郭祺、郭毅为、黎耀洪[11][46][49]

1995年3月10日—16日广州市第十届人民代表大会第三次会议补选郭开炳为广州市第十届人民代表大会常务委员会副主任、于会茯为广州市第十届人民代表大会常务委员会委员。
1996年3月11日—19日广州市第十届人民代表大会第四次会议选举任荣江为广州市第十届人民代表大会常务委员会副主任，选举王国赉、苏晋中、李思恒、金玉阶、林汉祥、陈海铨、司徒新、何光宇、徐伯希为广州市第十届人民代表大会常务委员会委员。
1997年3月3日—12日广州市第十届人民代表大会第五次会议补选曾庆申为广州市第十届人民代表大会常务委员会主任。

### 第十一届常务委员会
1998年6月16日—26日广州市第十一届人民代表大会第一次会议选举：
- 主任：曾庆申[16]
- 副主任（7名）：任荣江、郭向阳、戴治国、黄汉炎、姚嘉华、潘庆槠、苏晋中（女）[16][46]
- 秘书长：陈耀华[16][46]
- 委员（32名）：王则楚、王国赉、王喜专、叶翠玲（女）、丘传英、朱炳相、刘惠妹（女）、孙大有、杜美娴（女）、杨武（女）、杨苗青、苏华（女）、苏志佳、李开治、李红志（女）、李建兰（女）、李思恒、张淦、陈小清、陈月英（女）、罗典、金玉阶、郑妈愿、钟灼鹏、徐志海、徐咏红（女）、郭岳、黄子樵、黄德华、梁小明、雷祖光、颜用棠[16][46][50]

2001年2月22日—3月2日广州市第十一届人民代表大会第四次会议补选黄华华为广州市第十一届人民代表大会常务委员会主任，增选李善培为广州市第十一届人民代表大会常务委员会副主任。

### 第十二届常务委员会
2003年3月29日广州市第十二届人民代表大会第一次会议选举：
- 主任：林树森[21][51]
- 副主任（7名）：郑国强、潘庆槠、苏晋中（女）、陈传誉、龙建安、陈伟光、邵云平[21][51]
- 秘书长：杨育铨[21][51]
- 委员（32名）：马余胜、王文山、王永平、王超莹（女）、史琨（女）、朱炳相、伍根培、刘小钢、刘志航、汤抗美、孙时生、杜美娴（女）、杨武（女）、杨永弼、杨苗青、李力（女）、李瑾（女）、李焕初、吴新源、何志红（女）、张灼民、陈小清、林瑞光、赵庆华、唐航浩、黄敏、梁小明、韩立敏、韩烈光、谢礼雄、雷祖光、廖树芳[21][51]

2004年3月30日广州市第十二届人民代表大会第二次会议接受杨育铨辞去广州市第十二届人民代表大会常务委员会秘书长职务的请求，选举陈国安为广州市第十二届人民代表大会常务委员会副主任、杨永弼为广州市第十二届人民代表大会常务委员会秘书长，吴其英为广州市第十二届人民代表大会常务委员会委员。
2006年3月23日—29日广州市第十二届人民代表大会第四次会议补选李力为广州市第十二届人民代表大会常务委员会副主任，陈锦德为广州市第十二届人民代表大会常务委员会委员。

### 第十三届常务委员会
2007年1月30日广州市第十三届人民代表大会第一次会议选举：
- 主任：朱小丹[26]
- 副主任（7名）：龙建安、陈伟光、陈国安、李力、陶子基、周庆强、杨武[26]
- 秘书长：曾元烽[26]
- 委员（32名）：万志成、王平生、邓成明、古穗成、叶育长、史琨、邝振标、邝潮新、朱炳相、刘东升、刘志航、汤抗美、许若宁、孙时生、李瑾、李自根、杨保林、张伟成、张嘉极、陈跃、陈小清、陈怡霓、陈家成、陈锦德、林沛勋、罗京军、金更生、周国生、洪英平、高殿瀛、容小梨、谢春潮[46]

2008年2月22日广州市第十三届人民代表大会第三次会议选举李建兰（女）、杨清蒲、郑广台、颜小明为广州市第十三届人民代表大会常务委员会委员。
2009年2月27日广州市第十三届人民代表大会第四次会议选举王焕清、谷文耀为广州市第十三届人民代表大会常务委员会委员。
2010年4月16日广州市第十三届人民代表大会第五次会议选举张桂芳为广州市第十三届人民代表大会常务委员会主任，选举谢宝怀为广州市第十三届人民代表大会常务委员会副主任，选举周素勤为广州市第十三届人民代表大会常务委员会秘书长，选举余堪赐为广州市第十三届人民代表大会常务委员会委员。
2010年6月28日至30日广州市第十三届人民代表大会常务委员会第三十一次会议决定：接受高殿瀛、周国生、朱炳相辞去广州市第十三届人民代表大会常务委员会委员职务，报广州市第十三届人民代表大会备案。
2011年2月12日广州市第十三届人民代表大会常务委员会第三十八次会议决定：接受叶育长辞去广州市第十三届人民代表大会常务委员会委员职务，报广州市第十三届人民代表大会备案。
2011年2月25日广州市第十三届人民代表大会第六次会议选举欧阳知、黄荣康、黄思潮为广州市第十三届人民代表大会常务委员会委员。
2011年8月31日广州市第十三届人民代表大会常务委员会第四十三次会议决定：接受王平生、王焕清辞去广州市第十三届人民代表大会常务委员会委员职务，报广州市第十三届人民代表大会备案。

### 第十四届常务委员会
2012年1月11日广州市第十四届人民代表大会第一次会议选举：
- 主任：张桂芳[58]
- 副主任（5名）：李力（女）、谢宝怀、吴树坚（女）、赵小穗（女）、张嘉极[58]
- 秘书长：周素勤（女）[58]
- 委员（44名，按姓名笔画顺序排列）：王少强、邓小建、古穗成、史琨（女）、丛翠玲（女）、邝振标、邢翔（女）、汤抗美、许若宁、孙湘、严翠芳（女）、李兆宏、李国强、李建兰（女）、李瑾（女）、杨明德、杨保林、杨清蒲、余堪赐、谷文耀、沈莹（女）、张永良、张连广、张镜初、陈小清、陈伟光、陈创生、陈荣昌、陈跃、邵建明、林沛勋、欧阳知、易松厚、罗京军、岳向阳、周济光、黄周海（女）、黄荣康、黄思潮、黄美银（女）、黄洪飙、谢伟光、魏国华、魏强[58]

2015年2月6日，广州市第十四届人民代表大会第五次会议选举凌伟宪为广州市第十四届人民代表大会常务委员会副主任，选举丛琦、杨杰锋、余向阳、张伟成、陈绍康、陈奖勤（女）、周慧（女）、彭孟柬、詹树柏为广州市第十四届人民代表大会常务委员会委员。
2016年2月5日广州市第十四届人民代表大会第六次会议选举陈建华为广州市第十四届人民代表大会常务委员会主任，选举陈小清为广州市第十四届人民代表大会常务委员会秘书长，选举王永平、邓成明、刘梅（女）、沈奎、陈宁、陈超强、罗瑞声、金晏晨（女）、胡爱斌、侯永铨、袁锦霞（女）、徐柳（女）为广州市第十四届人民代表大会常务委员会委员。　　
2016年12月19日至20日广州市第十四届人民代表大会常务委员会第五十八次会议通过了《广州市第十四届人民代表大会常务委员会关于接受杨明德等辞去广州市第十四届人民代表大会常务委员会委员职务请求的决定》。

### 第十五届常务委员会
2017年1月10日广州市第十五届人民代表大会第一次会议选举：
- 主任：陈建华[64]
- 副主任（5名）：姚奕生、余明永、唐航浩、于绍文、李小勉（女）[64]
- 秘书长：陈小清[65]
- 委员（42名，按姓名笔划顺序排列）：丁志强、王健、邓成明、丛翠玲（女）、刘进贤、刘俊平、刘梅（女）、 李兰芬（女） 、李穗梅（女）、吴如清、何江华、闵卫国、沈奎、张永良、张湧、陆原、 陈 宁、陈迪云、陈爽（女）、陈超强、邵建明、周慧（女）、 郑汉林、郑烈城、赵同顺、赵南先、赵冀韬、胡爱斌、钟诚、钟洁（女）、徐柳（女）、郭凡、黄美银（女）、黄洪飙 、黄雪萍（女）、梁瑞冰（女）、董延军、傅蝶（女）、曾伟玉（女）、蔡国萱（女）、蔡国强、蔡辉[65]

2020年6月8日，广州市第十四届人民代表大会常务委员会第三次全体会议选举石奇珠为广州市第十五届人大常委会主任。